# Bailleau-l'Évêque

Bailleau-l'Évêque este o comună în departamentul Eure-et-Loir, Franța. În 1 ianuarie 2022 avea o populație de 1.190 de locuitori.